# Czerwona Góra (województwo świętokrzyskie)
Czerwona Góra – wieś sołecka w Polsce położona w województwie świętokrzyskim, w powiecie opatowskim, w gminie Sadowie.
| SIMC    | Nazwa    | Rodzaj    |
| ------- | -------- | --------- |
| 0806080 | Podlesie | część wsi |

Wieś w powiecie sandomierskim w województwie sandomierskim w XVI wieku była własnością wojewody kijowskiego Konstantego Wasyla Ostrogskiego. W latach 1975–1998 miejscowość administracyjnie należała do województwa tarnobrzeskiego.

## Historia
W 1827 r. było tu 19 domów i 130 mieszkańców. Znajdowała się tutaj kopalnia marmuru.
Podczas II wojny światowej w okolicy działały oddziały partyzanckie Batalionów Chłopskich. W latach 1943–1944 w kuźni Henryka Strąpocia w Czerwonej Górze-Podlesiu produkowano konspiracyjny pistolet maszynowy Bechowiec.